# Håstadstenen
Håstadstenen är en numera försvunnen runsten från Håstad, Skåne, som avbildades av Nils Wessman 1744. Då satt stenen i östra sidan av Håstads kyrkas kyrkogårdsmur. Stenen var sedan försvunnen tills språkforskaren Ebbe Tuneld fann ett fragment av den 1907. Håstad kommun (idag sammanslagen med Lunds kommun) skänkte 1913 stycket till Lunds universitets historiska museum. Stenen är ristad tidigt under 1000-talet.
Liksom de skånska runstenarna Södra Villiestenen och Sövestadstenen 2 har stenen rests av en kvinna till minne av hennes make. 
En translitterering av inskriften lyder:
brant(r) : karþi : kubl : þusi : uftir : kuba : faþur
sin : auk : ifi : filaki : (i)kuba :
Transkribering till normaliserad fornvästnordiska:
Brandr gerði kuml þessi eptir Gubba, fôður sinn, ok Efi, félagi Gubba.
Översättning till modern svenska:
Brand gjorde kumler dessa efter Gubbe, fader sin, och Eve, kamrat (till) Gubbe.